# Newton Grove
Newton Grove é uma cidade  localizada no estado norte-americano de Carolina do Norte, no Condado de Sampson.

## Demografia
Segundo o censo norte-americano de 2000, a sua população era de 606 habitantes.
Em 2006, foi estimada uma população de 627, um aumento de 21 (3.5%).

## Geografia
De acordo com o United States Census Bureau tem uma área de 8,0 km², dos quais 8,0 km² cobertos por terra e 0,0 km² cobertos por água.

## Localidades na vizinhança
O diagrama seguinte representa as localidades num raio de 24 km ao redor de Newton Grove.